# Samuel Hirszenberg

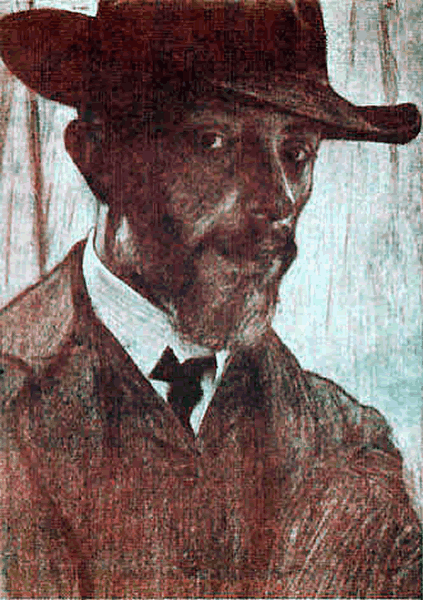
Auto-retrato.

Samuel Hirszenberg (Łódź, 22 de fevereiro de 1865 - Jerusalém, 15 de setembro de 1908) foi um pintor judeu polonês.